# Desencarceramento

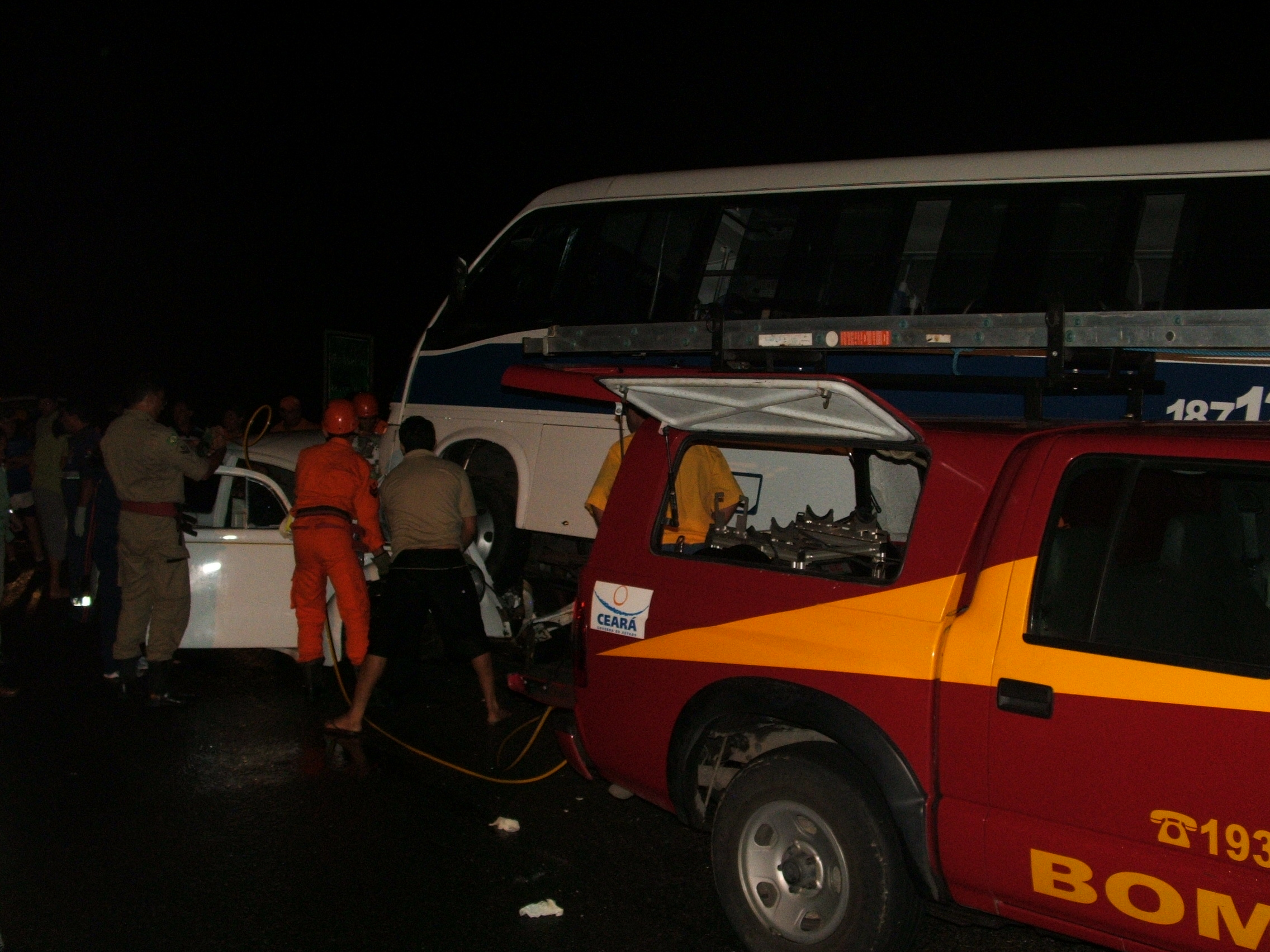
Equipamento desencarcerador na viatura dos bombeiros

Desencarceramento é a operação de salvamento que exige aplicação de ferramentas que livrem a vítima de materiais envolventes que a prendam ou encarcerem. Um equipamento conhecido como desencarcerador permite a retirada de vítimas presas em ferragens de automóveis, aeronaves ou qualquer outro ambiente que, devido a sua estrutura metálica, necessite ser cortado por equipamento específico, cuja força para o corte é geralmente promovida pelo bombeamento hidráulico, por um motor, geralmente acomodado numa viatura própria do Corpo de Bombeiros.
O desencarcerador pode ser em forma de tesoura, cunha, ou cilindro expansor. Quando utilizado na forma de tesoura, o material que estiver prendendo a vítima a ser socorrida é cortado. Quando é utilizada a cunha, o objetivo é encontrar uma pequena brecha, inserir a cunha, e ao acionar o motor, a cunha vai abrindo espaço necessário para retirada da vítima ou outro serviço.

## Especificações mínimas
Os desencarceradores devem trabalhar, de preferência, com baixa pressão hidráulica de trabalho, entre 5.000 e 8.000 psi. Já a pressão de ruptura mínima deve ser em torno de 20.000 psi. Quanto menor a pressão de uso, maior a facilidade de manuseio, reduzindo riscos de acidente para o operador e para a vítima já lesionada. As baixas pressões de trabalho em desencarceradores também reduzem o custo de manutenção.
Uma bomba hidráulica de 3 hp, geralmente acionado por motor de combustão interna operado com gasolina comum, ferramentas hidráulicas como tesoura fabricada em ligas especiais que tanto seja duro para corte, como evite o deslize quando em operação, e cunha com grande abertura de separação, cilindro expansor, dois conjuntos de mangueiras com um mínimo de 10 metros livres para operação, com poder de pressão não inferior a 700bar.